# Шавров, Николай Александрович
Николай Александрович Шавров (1826—1899) — российский журналист, военный администратор, общественный деятель, крупный геополитик. Действительный статский советник.

## Биография
Родился в 1826 году в семье священника, впоследствии — протоиерея церкви Первого Московского кадетского корпуса, после окончания которого Николай стал учиться в Главном инженерном училище.
Заведуя инженерной частью при Кутаисском военном генерал-губернаторе, Н. А. Шавров обратил особое внимание на вопрос об устройстве портов на Чёрном море и был назначен инспектором работ военно-инженерного управления Кавказской армии с поручением заняться разработкой проекта устройства коммерческого порта для Закавказья. В течение 9 лет им производились изыскания и был составлен проект Потийского порта, строителем которого он и состоял с 1863 по 1873 год. В 1875 году вышел в отставку с чином генерал-майора.
С 1876 по 1878 год издавал, совместно с братом А. А. Шавровым, газеты «Биржа» и «Наш Век».
С 1878 по 1881 год Шавров вновь состоял на службе при Главном управлении Кавказским краем; одно время управлял Кавказским коннозаводским округом. С 1884 по 1891 год состоял главным сотрудником газеты «Кавказ» и почти ежедневно помещал в ней статьи по разнообразным вопросам, горячо отстаивая интересы русского дела на Кавказе и правильную разработку Потийского порта. Кроме того, им был издан целый ряд отдельных исследований по финансовым, экономическим, геополитическим и торговым вопросам: «Русский путь в Среднюю Азию» (СПб., 1871); «Об экономическом состоянии России и мерах к его улучшению» (СПб., 1882); «Финансовые этюды» (СПб., 1885); «О причинах падения курса кредитного рубля» (Тифлис, 1884); «Pycский путь в Закавказье»; «О сравнительном значении Чёрного и Каспийского морей»; «О направлении железных дорог на Кавказе»; «О значении русского торгового мореходства» (Тифлис, 1886); «О значении Севера России» (СПб., 1884) и многие другие.
С 1891 года Шавров участвовал в трудах Общества для содействия русскому торговому мореходству, которым было издано его сочинение о Потийском порте и начато издание обширного трактата «О состоянии русского торгового мореходства и мерах к его развитию» (1 книга. — М., 1895; 2 книга. — М., 1896). В конце жизни Шавров совершил продолжительное путешествие по Мурманскому берегу и представил о нём ряд докладов Русскому обществу судоходства, напечатанных в «Трудах» общества.
Умер 8 (20) марта 1899 года в чине действительного статского советника. Похоронен на Свято-Троицком кладбище в Ораниенбауме.